# Hed PE
Hed PE (reso graficamente come (həd)pe) è il primo album in studio del gruppo musicale statunitense omonimo, pubblicato il 12 agosto 1997 dalla Jive Records.

## Descrizione
Molte delle canzoni che compongono il disco sono ri-registrazioni di brani provenienti dall'EP Church of Realities. Lo stile musicale dell'album è una fusione tra l'hardcore melodico e l'hip hop, ma include anche elementi provenienti dal funk, jazz e heavy metal.

## Tracce
1. P.O.S. – 3:13
2. Ground – 2:32
3. Serpent Boy – 5:50
4. Firsty – 2:32
5. Tired of Sleep (T.O.S.) – 3:51
6. Darky – 5:22
7. Schpamb – 3:05
8. Ken 2012 – 5:08
9. Circus – 2:06
10. 33 – 4:06
11. Hill – 4:04
12. IFO – 4:56
13. Bitches – 11:57

Traccia bonus nell'edizione giapponese
1. 33 (Hip Hop Evolution Mix) – 4:13

## Formazione
- Jared Gomes – voce
- Chizad – chitarra, cori
- Wesstyle – chitarra
- Mawk – basso
- B.C. – batteria
- DJ Product ©1969 – giradischi